# Margareta Tillberg
Margareta Theresia Tillberg, född 21 november 1960 i Uppsala församling, död 20 augusti 2024, var en svensk konstvetare.
Tillberg, som hade studerat ryska på akademisk nivå, disputerade 2003 på en konstvetenskaplig avhandling om konstnärlig forskning utförd av på 1920-talet av Gruppen för Organisk kultur på GINChUK (Statliga Institutet för Konstnärlig Kultur) i Leningrad. Avhandlingen fokuserar på Michail Matiusjins Färghandbok, publicerad i Sovjetunionen i maj 1932, som ett av det ryska avantgardets sista manifest; därefter blev socialistisk realism den alltomfattande totalitära estetiken. Tillberg, som var docent, var mellan 2016 och 2023 universitetslektor i konstvetenskap vid Uppsala universitet.